# Володино (на Волге)
В том же сельском округе есть ещё одна деревня с таким названием — на левом берегу реки Юхоть.
Володино  — деревня Охотинского сельского поселения Мышкинского района Ярославской области.
Деревня стоит на федеральной автомобильной трассе Р104. Она стоит на правом берегу Волги (Рыбинское водохранилище), на левом южном берегу не названного на карте волжского притока. К востоку от деревни в этот ручей отводят воды многочисленные мелиоративные канавы из северо-западной части Красковского болота. В 1,5 км к северо- востоку от Володино, выше по течению этого ручья стоит деревня Ломки. К северу от деревни на другом берегу ручья стоит деревня Рыпы. В южном направлении, Володино практически сливается с посёлком  Юхоть. Напротив Володино в Волге имеется несколько островов, поросших деревьями .
Деревня Володина указана на плане Генерального межевания Рыбинского уезда 1792 года.
На 1 января 2007 года в деревне числилось 17 постоянных жителей . Деревню обслуживает почтовое отделение, находящееся в селе Охотино.